# Wudaokou

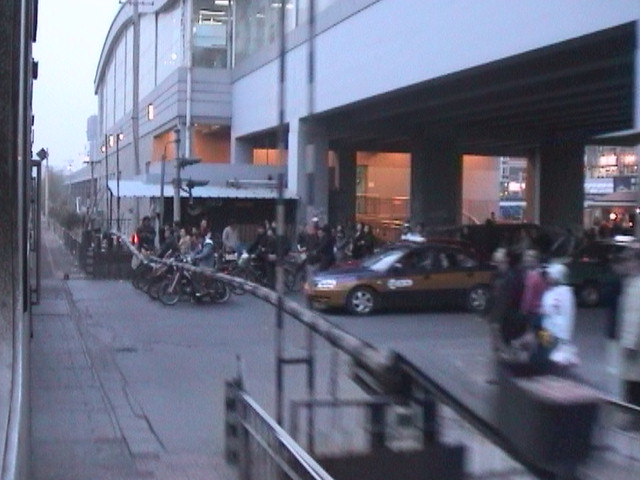
Le passage à niveau juste à la sortie du métro

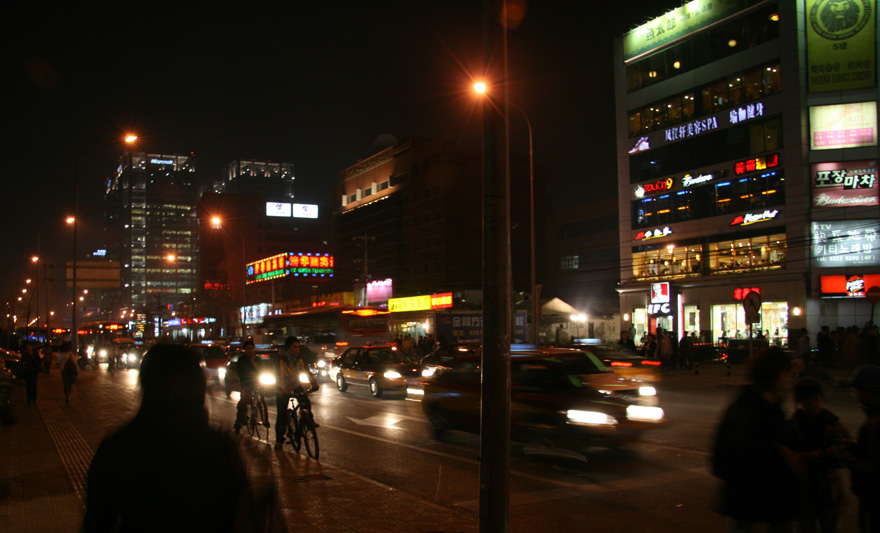
Wudaokou, un quartier fortement étudiant, vu de nuit

Wudaokou (chinois : 五道口, pinyin : Wǔdàokǒu), littéralement en chinois le « cinquième passage à niveau » de la ligne ferroviaire Jingbao, est un quartier situé dans le district de Haidian au nord-ouest de Pékin, en Chine. Il se situe précisément à une dizaine de kilomètres du centre-ville, entre les 4e et 5e boulevards périphériques, et est bien desservi par les transports en commun avec notamment la ligne 13 du métro de Pékin.
Durant les années 1950, Wudaokou devint une grande zone commerciale de Haidian, à la suite de l’ouverture de nombreux établissements scolaires. Jusqu'à très récemment au début des années 2000, le quartier était encore majoritairement composé de hutong et d’immeubles datant des années 1960 ; d’importantes restructurations ont toutefois fait disparaître nombre de ces anciennes structures au profit d’appartements plus luxueux et d’installations scientifiques.
Wudaokou est situé à proximité de plusieurs universités et laboratoires de recherche, dont notamment l’université des langues et des cultures, l’université de Pékin, l’université Tsinghua, l’université de science et technologie et l’université des géosciences de Chine. Une grande partie des habitants est par conséquent estudiantine, comptant aussi beaucoup d’étudiants étrangers. Ce statut officieux de « zone d’enseignement internationale » attire ainsi boîtes de nuit et bars, généralement moins onéreux que les établissements des zones plus centrales (comme Sanlitun).
Malgré la présence du métro, la voie rapide Chengfu (Chengfu Lu) qui traverse le quartier d’est en ouest souffre régulièrement d’embouteillages – y compris en dehors des heures de pointe – à cause du flot de piéton qui se déverse du métro et qui souhaite passer d’est en ouest, d’autant plus que la ligne ferroviaire qui croise Chengfu Lu près de la sortie de métro limite les points de passages.